# 利川树蛙
利川树蛙（学名：Zhangixalus wui）一种于中华人民共和国湖北省利川县发现的两栖动物，隶属于树蛙科张树蛙属。种加词取自中国科学院成都生物研究所的吴冠夫教授的姓氏，以感谢其对中国两栖爬行动物研究的贡献。

## 形态特征
利川树蛙雄蛙体长33.1～40毫米，雌蛙体长47.5～52毫米左右。身体和四肢背面皮肤有或多或少的小疣；腹面及股部下方密布扁平疣，咽喉部疣粒较小。身体背部颜色变异较大，多为绿色、浅褐色或深褐色，多数个体散有大小不一、或深或浅的棕色斑点；腹面乳白色，略显灰褐色小斑点或呈云斑状。

## 保护
本种于2023年被收录入《有重要生态、科学、社会价值的陆生野生动物名录》。